# Arrancada

Arranque.

Arranque.

La arrancada o arranque es en la halterofilia uno de los movimientos que forman parte de este deporte junto con el movimiento de dos tiempos.

## Condiciones para realizar la arrancada
La arrancada es el movimiento más difícil en la halterofilia. Se realiza a una gran velocidad y exige un alto nivel de precisión. Es necesario poseer una gran fuerza en las piernas y en el tronco, así como una buena flexibilidad en hombros, codos, caderas y tobillos. Además la reacción debe ser instantánea, en menos de un segundo la barra debe haber pasado del suelo hacia arriba de la cabeza.

## Técnica
La barra estará colocada horizontalmente delante de las piernas del levantador. Será agarrada, manos en pronación, y alzada en un solo movimiento desde la plataforma hasta la completa extensión de ambos brazos, verticalmente sobre la cabeza, mientras se desplazan las piernas en tierra o se flexionan. La barra pasará con un movimiento continuo a lo largo del cuerpo, del cual ninguna parte, a excepción de los pies, puede tocar la tarima durante la ejecución del levantamiento.
La extensión (hacia atrás) de la muñeca no deberá efectuarse hasta que la barra haya sobrepasado la cabeza del levantador.
El levantador puede recuperarse en el tiempo que precise del Split o Squat y colocar los pies en la misma línea, paralelos al plano de su tronco y de la barra. El juez dará la señal tan pronto como el levantador esté totalmente inmóvil en todas las partes de su cuerpo. El peso levantado debe ser mantenido en la posición final de inmovilidad, permaneciendo los brazos y piernas extendidos. Los pies en la misma línea, paralelos al plano de su tronco y de la barra, hasta que el juez dé la señal de "tierra".
Esta señal de tierra debe ser audible y visible, la cual estará al lado del juez central (frente al levantador).

## Agarre de la barra
Para sostener la barra durante el arranque del levantamiento, los levantadores suelen utilizar un agarre especial conocido como "agarre de gancho" o "agarre gatillo" en el que al contrario que con el agarre convencional, el dedo pulgar rodea primero la barra, siendo después sujetado por los dedos índice y corazón. Este agarre tiene el objetivo de no cansar en exceso los antebrazoa al utilizar grandes pesos.